# فرانسوا أنطوان ليون فلوري
فرانسوا أنطوان ليون فلوري (بالفرنسية: François Antoine Léon Fleury)‏ هو رسام فرنسي، ولد في 18 ديسمبر 1804 في باريس في فرنسا، وتوفي بنفس المكان في 20 أكتوبر 1858.